# میان‌چسب

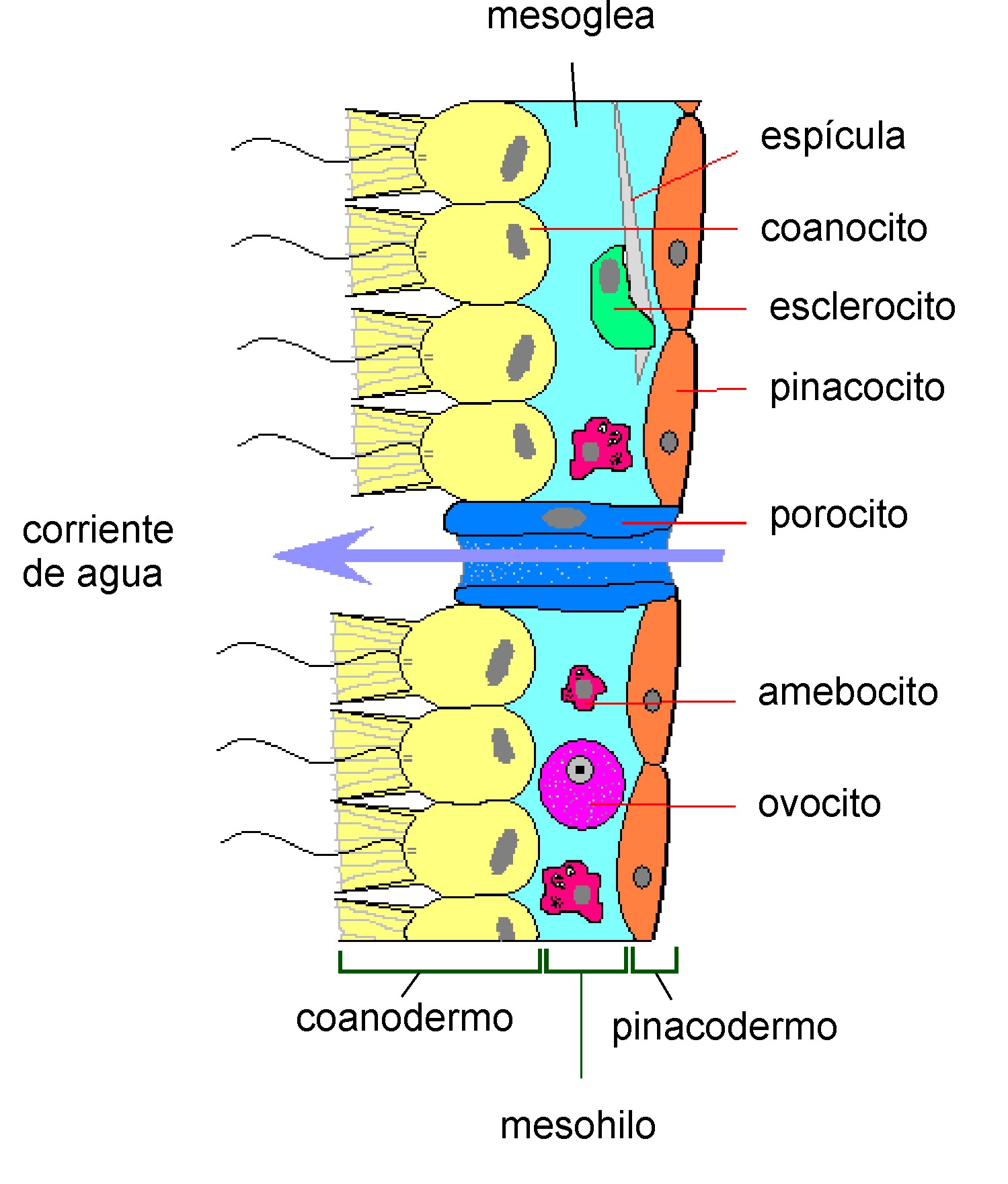
میان‌چسب یا مزوگلی

میان‌چسب یا مزوگلی (انگلیسی: Mesoglea) ماده‌ای شفاف، غیر زنده، و ژله‌مانند است که بین دو لایه یاخته‌ای بافت پوششی بدنه گزنده‌تباران و اسفنج‌های دریایی قرار دارد. این ماده بین برون‌پوست و درون‌پوست جای گرفته‌است. 
به‌طور دقیق‌تر، واژه میان‌چسب برای اشاره به بافتی که در عروس‌های دریایی یافت می‌شود و به عنوان اسکلت آب‌ایستا (هیدرواستاتیک) عمل می‌کند، استفاده می‌شود. برای بافت مشابه در اسفنج‌ها بیشتر از واژه مزوهیل استفاده می‌شود.
محتوای میان‌چسب بیشتر آب است. غیر از آب چند ماده دیگر از جمله پروتئین‌های الیافی مانند کلاژن و هپاران سولفات پروتئوگلیکان در آن وجود دارد. میان‌چسب بیشتر بی‌سلولی است، اما در گزنده تباران و شانه‌دارتباران رشته‌های ماهیچه‌ای و عصبی از آن عبور می‌کنند.